# Bulbophyllum windsorense
Bulbophyllum windsorense är en orkidéart som beskrevs av Bruce Gray och David Lloyd Jones. Bulbophyllum windsorense ingår i släktet Bulbophyllum och familjen orkidéer.
Artens utbredningsområde är Queensland. Inga underarter finns listade i Catalogue of Life.